# Шалфєєв Єгор Павлович
Єгор Павлович Шалфєєв (нар. 3 жовтня 1998, Запоріжжя, Україна) — український футболіст, півзахисник футбольного клубу «Чернігів». 

## Життєпис

### Ігрова кар'єра
Вихованець запорізького «Металурга», у чемпіонаті України (ДЮФЛ) провів 81 матч (8 голів). У 2016 році перейшов до «Зорі», де виступав в юнацькому (U-19) та молодіжному чемпіонатах України. За першу команду луганчан дебютував 7 квітня 2018 року в програному (0:4) виїзному поєдинку 26-о туру Прем'єр-ліги проти київського «Динамо». Єгор вийшов на поле на 82-й хвилині, замінивши Руслана Бабенка. Це була його єдина гра в рамках вищого дивізіону.
Впродовж 2020—2023 років виступав за оновлений рідний клуб «Металург», де за цей час в чемпіонатах України провів 74 матчі (8 голів) та 4 матчі у кубку України. За підсумками сезону 2021/22 років команда підвищилася в класі та знову розпочали виступи у першій лізі, де одразу ж почала боротися за вихід в УПЛ, проте невдача у стикових матчах недозволела це здійснити.
У липні 2023 року Єгор став гравцем клубу «Нива» (Бузова), за який виступав до завершення першої половини сезону. В січні 2024 року підписав контракт із першоліговим футбольним клубом «Буковина», проте вже по завершенню сезону за обопільною згодою сторін покинув команду. В липні 2024 року підписав контракт із закарпатським клубом «Минай», проте вже в зимове міжсезоння за обопільною згодою сторін залишив колектив.
У наступному році став гравцем футбольного клубу «Чернігів».

## Досягнення

### Командні
- Переможець Другої ліги України (група «Б»): 2021/22

## Статистика
Станом на 1 грудня 2024 року
| Турніри              | Матчі | Кількість забитих м'ячів |
| -------------------- | ----- | ------------------------ |
| Прем'єр-ліга України | 1     | 0                        |
| УПЛ (Плей-оф)        | 4     | 0                        |
| Перша ліга України   | 66    | 3                        |
| Перша ліга (Плей-оф) | 2     | 0                        |
| Друга ліга України   | 40    | 5                        |
| Кубок України        | 7     | 0                        |
| Всього               | 120   | 8                        |
| Прем'єр-ліга (U-21)  | 87    | 13                       |
| Прем'єр-ліга (U-19)  | 43    | 6                        |
| Всього               | 130   | 19                       |
| Всього за кар'єру    | 250   | 27                       |